# Mats Sundin
Pour les articles homonymes, voir Sundin.
Ne doit pas être confondu avec Matt Suddain.
Temple de la renommée : 2012
Temple de la renommée de l'IIHF : 2013
Temple de la renommée du hockey suédois : 2013
Mats Johan Sundin (né le 13 février 1971 à Bromma en Suède) est un joueur professionnel de hockey sur glace évoluant au poste de centre.

## Carrière
Il a été choisi au repêchage d'entrée dans la LNH 1989 en tant que tout premier choix par les Nordiques de Québec (c'était la première fois dans l'histoire de la ligue qu'un européen soit le premier choix au total d'un repêchage).
Il parvint à se hisser avec l'équipe de Suède de hockey sur glace à la 5e place des Jeux olympiques d'hiver de 2002 et fut nommé dans l'équipe d'étoiles. Le 18 décembre 2008, après plus de 2 mois sans activité, il signe avec les Canucks de Vancouver pour le reste de la saison 2008-2009. Il prit sa retraite le 30 septembre 2009
Le 11 février 2012, l'équipe des Maple Leafs de Toronto lui rend honneur en élevant au plafond du Centre Air Canada une bannière à son nom.

## Statistiques
| Saison             | Équipe                 | Ligue              |       | Saison régulière | Saison régulière | Saison régulière | Saison régulière | Saison régulière |    | Séries éliminatoires | Séries éliminatoires | Séries éliminatoires | Séries éliminatoires | Séries éliminatoires |
| Saison             | Équipe                 | Ligue              | PJ    | B                | A                | Pts              | Pun              | PJ               | B  | A                    | Pts                  | Pun                  |                      |                      |
| 1988-1989          | Nacka HK               | Allsvenskan        | 25    | 10               | 8                | 18               | 18               | -                | -  | -                    | -                    | -                    |                      |                      |
| 1989-1990          | Djurgårdens IF         | Elitserien         | 34    | 10               | 8                | 18               | 16               | 8                | 7  | 0                    | 7                    | 4                    |                      |                      |
| 1990-1991          | Nordiques de Québec    | LNH                | 80    | 23               | 36               | 59               | 58               | -                | -  | -                    | -                    | -                    |                      |                      |
| 1991-1992          | Nordiques de Québec    | LNH                | 80    | 33               | 43               | 76               | 103              | -                | -  | -                    | -                    | -                    |                      |                      |
| 1992-1993          | Nordiques de Québec    | LNH                | 80    | 47               | 67               | 114              | 96               | 6                | 3  | 1                    | 4                    | 6                    |                      |                      |
| 1993-1994          | Nordiques de Québec    | LNH                | 84    | 32               | 53               | 85               | 60               | -                | -  | -                    | -                    | -                    |                      |                      |
| 1994-1995          | Djurgårdens IF         | Elitserien         | 12    | 7                | 2                | 9                | 14               | -                | -  | -                    | -                    | -                    |                      |                      |
| 1994-1995          | Maple Leafs de Toronto | LNH                | 47    | 23               | 24               | 47               | 14               | 7                | 5  | 4                    | 9                    | 4                    |                      |                      |
| 1995-1996          | Maple Leafs de Toronto | LNH                | 76    | 33               | 50               | 83               | 46               | 6                | 3  | 1                    | 4                    | 4                    |                      |                      |
| 1996-1997          | Maple Leafs de Toronto | LNH                | 82    | 41               | 53               | 94               | 59               | -                | -  | -                    | -                    | -                    |                      |                      |
| 1997-1998          | Maple Leafs de Toronto | LNH                | 82    | 33               | 41               | 74               | 49               | -                | -  | -                    | -                    | -                    |                      |                      |
| 1998-1999          | Maple Leafs de Toronto | LNH                | 82    | 31               | 52               | 83               | 58               | 17               | 8  | 8                    | 16                   | 16                   |                      |                      |
| 1999-2000          | Maple Leafs de Toronto | LNH                | 73    | 32               | 41               | 73               | 46               | 12               | 3  | 5                    | 8                    | 10                   |                      |                      |
| 2000-2001          | Maple Leafs de Toronto | LNH                | 82    | 28               | 46               | 74               | 76               | 11               | 6  | 7                    | 13                   | 14                   |                      |                      |
| 2001-2002          | Maple Leafs de Toronto | LNH                | 82    | 41               | 39               | 80               | 94               | 8                | 2  | 5                    | 7                    | 4                    |                      |                      |
| 2002-2003          | Maple Leafs de Toronto | LNH                | 75    | 37               | 35               | 72               | 58               | 7                | 1  | 3                    | 4                    | 6                    |                      |                      |
| 2003-2004          | Maple Leafs de Toronto | LNH                | 81    | 31               | 44               | 75               | 52               | 9                | 4  | 5                    | 9                    | 8                    |                      |                      |
| 2005-2006          | Maple Leafs de Toronto | LNH                | 70    | 31               | 47               | 78               | 58               | -                | -  | -                    | -                    | -                    |                      |                      |
| 2006-2007          | Maple Leafs de Toronto | LNH                | 75    | 27               | 49               | 76               | 62               | -                | -  | -                    | -                    | -                    |                      |                      |
| 2007-2008          | Maple Leafs de Toronto | LNH                | 74    | 32               | 46               | 78               | 76               | -                | -  | -                    | -                    | -                    |                      |                      |
| 2008-2009          | Canucks de Vancouver   | LNH                | 41    | 9                | 19               | 28               | 28               | 8                | 3  | 5                    | 8                    | 2                    |                      |                      |
| Totaux LNH         | Totaux LNH             | Totaux LNH         | 1 346 | 564              | 785              | 1 349            | 1 093            | 91               | 38 | 44                   | 82                   | 74                   |                      |                      |
| Totaux Eliteserien | Totaux Eliteserien     | Totaux Eliteserien | 46    | 17               | 10               | 27               | 30               | 8                | 7  | 0                    | 7                    | 4                    |                      |                      |

## Carrière internationale
Il représente la Suède lors des compétitions suivantes :
Avec l'équipe nationale A, il disputa 118 matches et marqua 60 buts. Participa à 3 tournois olympiques
(1998-2002-2006) et 7 championnats du monde (1990-91-92-94-98-2001-2003).
Championnat d'Europe junior
- 1989 et 1990

Championnat du monde junior
- 1990

Coupe Canada
- 1991

Coupe du monde de hockey
- 1996 et 2004

Championnat du monde
- 1991 :   Médaille d'or
- 1992 :  Médaille d'or
- 1994 :  Médaille de bronze
- 1998 :  Médaille d'or
- 2001 :  Médaille de bronze
- 2003 :  Médaille d'argent

Jeux olympiques d'hiver
- 1998 à Nagano au Japon. La Suède termine à la 5e place.
- 2002 à Salt Lake City aux États-Unis. La Suède termine à la 5e place.
- 2006 à Turin en Italie. Il remporte la  médaille d'or.

### Statistiques en équipe nationale
| Année         | Compétition   |               | PJ | B  | A  | Pts | Pun                |  | Résultat |
| 1989          | CE Jr.        | 6             | 5  | 4  | 9  | 8   | 4e place           |  |          |
| 1990          | CE Jr.        | 6             | 6  | 2  | 8  | 14  | Médaille d'or      |  |          |
| 1990          | CM Jr.        | 7             | 5  | 2  | 7  | 6   | 5e place           |  |          |
| 1991          | CC            | 8             | 2  | 6  | 8  | 8   | Demi-finale        |  |          |
| 1992          | CM            | 8             | 2  | 6  | 8  | 8   | Médaille d'or      |  |          |
| 1994          | CM            | 8             | 5  | 9  | 14 | 4   | Médaille de bronze |  |          |
| 1996          | CMH           | 4             | 4  | 3  | 7  | 4   | Demi-finale        |  |          |
| 1998          | JO            | 4             | 3  | 0  | 3  | 4   | 5e place           |  |          |
| 1998          | CM            | 10            | 5  | 6  | 11 | 6   | Médaille d'or      |  |          |
| 2001          | CM            | 2             | 0  | 1  | 1  | 2   | Médaille de bronze |  |          |
| 2002          | JO            | 4             | 5  | 4  | 9  | 10  | 5e place           |  |          |
| 2003          | CM            | 7             | 6  | 4  | 10 | 10  | Médaille d'argent  |  |          |
| 2004          | CMH           | 4             | 1  | 5  | 6  | 0   | Quart de finale    |  |          |
| 2006          | JO            | 8             | 3  | 5  | 8  | 4   | Médaille d'or      |  |          |
| Totaux Senior | Totaux Senior | Totaux Senior | 65 | 31 | 46 | 77  | 52                 |  |          |